# Rubén Norberto Rodríguez
Rubén Norberto Rodríguez (nacido el 27 de noviembre de 1951) es un exfutbolista argentino. Se desempeñaba como delantero y su primer club fue Rosario Central, con el que fue campeón de Primera División de Argentina en dos ocasiones.

## Carrera
Su debut en primera se produjo el 7 de noviembre de 1971, cuando Rosario Central venció 4-2 a Racing Club, en cotejo válido por la octava fecha del Nacional. Esa jornada, al igual que en las dos siguientes, los equipos presentaron formaciones integradas por jugadores juveniles, ya que los futbolistas profesionales se encontraban de huelga. Rodríguez convirtió un gol en cada uno de los partidos restantes jugados en estas condiciones (victorias 2-1 ante Vélez Sarsfield y 6-2 frente a Boca Juniors). De esta manera, integró el equipo campeón del certamen, primer lauro de esta clase para la entidad rosarina. Continuó en Central hasta mediados de 1974, teniendo habitualmente participación como suplente, al estar detrás de futbolistas tales como Roberto Gramajo, Roberto Cabral, Ramón Bóveda, Mario Kempes. Aun así volvió a aportar dos goles en una nueva conquista para el canalla: el Nacional 1973. Ese mismo año, pero por el Metropolitano, se hizo presente en la red en el clásico rosarino disputado el 4 de abril, convirtiéndole un gol a Newell's Old Boys en la victoria de la Academia 4-1.
Completó 1974 jugando por Independiente Santa Fe de Colombia, retornando a Central en 1975. Al finalizar dicho año cerró su participación en este club, totalizando 50 presencias y 16 goles convertidos con los auriazules en sus dos ciclos.

## Clubes
| Club                   | País      | Año       |
| ---------------------- | --------- | --------- |
| Rosario Central        | Argentina | 1971-1974 |
| Independiente Santa Fe | Colombia  | 1974      |
| Rosario Central        | Argentina | 1975-1977 |

## Palmarés
| Título           | Equipo                | País      | Año    |
| ---------------- | --------------------- | --------- | ------ |
| Primera División | C. A. Rosario Central | Argentina | N-1971 |
| Primera División | C. A. Rosario Central | Argentina | N-1973 |